# 遠藤勝信
遠藤 勝信（えんどう まさのぶ、1963年 - ）は、日本の聖書学者。東京女子大学現代教養学部教授（聖書学、思想・倫理学担当。2016年〜）。哲学博士（Ph.D. ）。

## 略歴
茨城県古河市生まれ。日本新約学会会員。日本聖書学研究所所員。新約聖書学、ヨハネによる福音書、ヨハネの黙示録の研究者。日本同盟基督教団牧師（1989年〜）。新日本聖書刊行会聖書翻訳担当理事（2010〜2019年）。玉川聖学院理事・評議員（2019年〜）。東京神学大学・大学院非常勤講師（2013年〜）。立教大学・大学院兼任講師（2020〜2021年）。東京女子大学・大学宗教委員長（2024年〜）及びキリスト教センター長（2024年〜）。
大学卒業後、神学校（聖書宣教会聖書神学舎）で学ぶ。1995年から2000年まで欧米の大学院に5年間留学。英国では新約聖書学の研究家リチャード・ボウカム教授（セント・アンドルーズ大学）のもとで学ぶ。2000年、セント・アンドルーズ大学より哲学博士号（Ph.D.）を取得し帰国。
父は古河教会元牧師遠藤増雄で、実兄は遠藤嘉信。

## 主な著書
- The New Testament around the World - Exploring Key Texts from Different Contexts (共著、Baker Academic, 2025)
- Creation and Christology: A Study on the Johannine Prologue in the Light of Early Jewish Creation Accounts (WUNT 149; Teubingen: Mohr Siebeck, 2002)
- 『宗教と終末論』（共著、リトン）2024年
- 『愛の心を育む — 大学チャペルでのキリスト教講話』（ヨベル新書 088） 2023年
- 『光のうちを歩むために — ヨハネの手紙に聴く』（いのちのことば社、シリーズ 新約聖書に聴く） 2023年
- 『真理に堅く立って — ペテロの遺言』（いのちのことば社、シリーズ 新約聖書に聴く） 2018年
- 『人生を聖書と共に — リチャード・ボウカムの世界』（共著、教文館） 2016年
- 『試練の中にある友へ - ペテロによる愛の手紙』（いのちのことば社） 2014年
- 『みことばを生きる - 聖書的霊性の理解を求めて』（いのちのことば社） 2012年
- 『この人を見よ - ヨハネの受難物語』（いのちのことば社） 2010年
- 『映像と解説でつづるイエス・キリストの生涯』（太平洋放送協会） 2010年
- 『愛を終わりまで - 最後の晩餐で語られたイエスのメッセージ』（いのちのことば社） 2008年
- 『礼拝における賛美』（共著、いのちのことば社） 2009年
- 『キリストの恵みに憩う - ヨハネの福音書のメッセージから』（いのちのことば社） 2006年
- 『賛美の聖書的な理解を求めて』（共著、いのちのことば社）2004年
- 『聖餐の聖書的な理解を求めて』（共著、いのちのことば社）2004年
- 『礼拝の聖書的な理解を求めて』（共著、いのちのことば社）2002年